# Rhum de Guyane

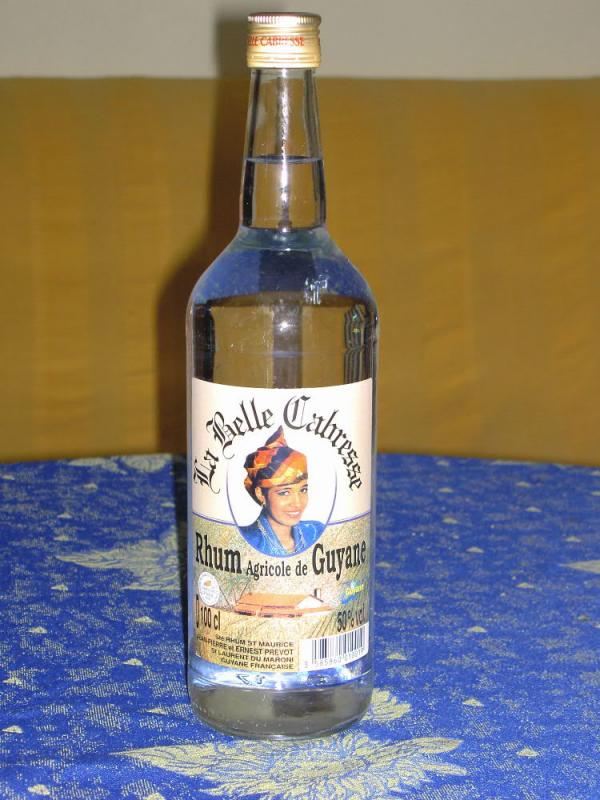

Le rhum de Guyane fait partie de ces institutions culturelles liées à la culture créole guyanaise profonde, depuis les premières plantations de canne à sucre.

## Histoire
En 1930, 17 distilleries  sont implantées en Guyane.
Dans les années 80, Jean MARSOLLE relance la production de Rhum dans la région de Saint-Laurent-du-Maroni.
Aujourd'hui sur ce département, une seule distillerie produit du rhum agricole. Depuis le 22 janvier 2015, certains rhums français ont obtenu l’IGP (indication géographique protégée). il s'agit des :
- « Rhum de la Guadeloupe » ou « Rhum de Guadeloupe » ou « Rhum Guadeloupe »
- « Rhum de La Réunion » ou « Rhum Réunion » ou « Rhum de Réunion » ou « Rhum de l’île de La Réunion »
- « Rhum agricole de la Guyane » ou « Rhum agricole de Guyane » ou « Rhum agricole Guyane »
- « Rhum de la baie du Galion » ou « Rhum Baie du Galion »
- « Rhum des Antilles françaises »
- « Rhum des départements français d’outre-mer » ou « Rhum de l’outre-mer français »[1].

## Lieu de production
- Distillerie Saint-Maurice Saint-Laurent-du-Maroni
  - rhum Saint-Maurice.